# Zachrypnięte gardło
Zachrypnięte gardło – album studyjny polskiego rapera Onara. Wydawnictwo ukazało się 4 listopada 2016 roku nakładem wytwórni muzycznej Superelaks w dystrybucji My Music. Produkcji nagrań podjęli się Donde, RAU, Tasty Beatz, Qciek, soSpecial oraz S.S.Z. Z kolei wśród gości na płycie znaleźli się raperzy Lukasyno, Pezet, Ero oraz Kacper HTA.
Płyta zadebiutowała na 18. miejscu polskiej listy przebojów – OLiS. Materiał był promowany teledyskami do utworów "Sushi", "Odlecieć", "Jak na pierwszej płycie" i "Szelest". 

## Lista utworów
1. "Słuchaj (Intro)" - 0:53
2. "Odlecieć" - 3:46
3. "Ja sobie radę dam" - 3:53
4. "Sznur" - 2:55
5. "Sztuka wojenna (Skit)" - 1:54
6. "Świat w liczbach" - 3:31
7. "Wiatr" - 3:41
8. "Kciuki" - 3:50
9. "Progres" (gościnnie: Lukasyno) - 3:29
10. "Nigdy więcej" - 3:05
11. "Wiadomości z frontu (Skit)" - 1:45
12. "Szelest" (gościnnie: Pezet, Ero) - 4:18
13. "Skurwysyn" (gościnnie: Kacper HTA) - 4:21
14. "Jak na pierwszej płycie" - 3:23
15. "Sushi" - 3:46
16. "F**k Your Hate (Outro)" - 3:08